# Poppin'Party
Poppin'Party（ポッピン パーティ） は、メディアミックス作品「BanG Dream!」に登場する架空の5人組ガールズバンド、およびそのキャラクターの声を担当する声優たちによる実在するバンド形式の5人組女性声優ユニットの名称である。略称「ポピパ」。現実世界における所属レーベルはブシロードミュージック。

## 概要
各メンバーの担当声優が作中キャラクターにちなんだ楽器を実際に演奏する。楽曲の作詞は『BanG Dream!プロジェクト』にて原作・ストーリー原案を担当する中村航が主に担当し、楽曲はElements Gardenが提供している。
声優の人選・スカウトを企画発案者の木谷高明が自ら行ったこともあり、『Poppin’Party』のキャラクター設定は声優本人と共通点の多いものとなっている。
2015年2月28日、愛美によるバンドプロジェクトとして発表。
同年4月の下北沢公演から9月の神戸公演まで計4回ライブを行い、徐々にバンドメンバーが増えていく原作ストーリーをなぞるように 残りのメンバーが発表され、同年5月8日にバンド名「Poppin'Party」が公開された。
当作品に関する声優としての活動は、2015年9月、プロジェクト全般（兼4thライブ告知）のテレビCMが放映され、当時発表されていた4人がキャラクターの声をあてた。2016年2月発売のシングルで5人それぞれのボイストラックが収録された。2016年4月、5人がキャラクターの声をあてたプロジェクト全般のテレビCM新作が放映された。
ライブパフォーマンスに関しては読者モデルで結成されたガールズバンド「SILENT SIREN」のライブパフォーマンスを参考にしていた。2019年5月には、SILENT SIRENとのドームライブが対バン形式という形で実現した。
バンド活動としてはアニメ、アプリゲームやプロジェクト以外の作品との楽曲のタイアップのほか、単独ライブの開催やライブイベントへの参加などミュージシャンとして幅広く活動している。2017年8月と2019年2月には単独での武道館ライブ、2019年5月には対バン形式によるドームライブを実施しており、2019年8月には日本最大級の野外ロック・フェスティバル『rockin'on presents ROCK IN JAPAN FESTIVAL』に出演した。また、泉谷しげるが発起人となり開催される野外ロック・フェスティバル『阿蘇ロック・フェスティバル2019 in 北九州』に「Poppin'Party strings（愛美・大塚紗英・西本りみ）」として出演したり、ロッキング・オン・ジャパンが企画制作を手掛ける日本最大の年越しロック・フェスティバル『COUNTDOWN JAPAN』に出演するなどロックフェスへの参加も多い。

## 音楽性
Poppin’Partyのオリジナル楽曲の作詞では、「香澄が作詞している」という要素を大事にしており、香澄以外からは出てこないであろう「強い言葉」を必ずひとつは取り入れている。また、聴く人が共感する「メッセージ性」と、短い歌詞の中でも感じられる「物語性」を共存させることが制作のコンセプトになっている。中村は、これらの要素をすべて満たした楽曲として、「STAR BEAT!〜ホシノコドウ〜」、「八月のif」、「キズナミュージック♪」を挙げている。
更に、「等身大の女子高生の青春」を題材にしており、仲間と音楽をする事の嬉しさや楽しさなど、青春の「キラキラ」した部分が歌われる事が多い。また、その楽しさの中には「青春がいつか終わってしまう」事や、「未来への可能性が広がる事への不安」を彷彿とさせるような歌詞を度々入れ込む事によって、「明るくて楽しいけど、どこか切なくて感動する」といった泣き曲の要素も含まれている。

## メンバー
| 名前/読み                   | 担当声優 | 身長  | 誕生日   | 担当楽器        | メンバーカラー     |
| --------------------------- | -------- | ----- | -------- | --------------- | ------------------ |
| とやま かすみ 戸山 香澄     | 愛美     | 156cm | 7月14日  | ボーカル/ギター | チャイニーズレッド |
| はなぞの たえ 花園 たえ     | 大塚紗英 | 164cm | 12月4日  | ギター          | ラピスラズリ       |
| うしごめ りみ 牛込 りみ     | 西本りみ | 150cm | 3月23日  | ベース          | アザレアピンク     |
| やまぶき さあや 山吹 沙綾   | 大橋彩香 | 157cm | 5月19日  | ドラム          | クロムイエロー     |
| いちがや ありさ 市ヶ谷 有咲 | 伊藤彩沙 | 152cm | 10月27日 | キーボード      | ヘリオトロープ     |

愛美（ボーカル・ギター担当、戸山香澄 役）
イメージカラーは赤。使用楽器はレスポール・スペシャルおよびESP ランダムスター・カスタム。なお、レスポールはこのプロジェクト以前から、他作品のライブ等で使用されている。
大塚紗英（リードギター担当、花園たえ 役）
イメージカラーは青。使用楽器はESP SNAPPER・カスタム。もともとシンガーソングライター志望で、路上ライブを通じてピアノやギターの弾き語りの経験がある。『THE THIRD(仮)』のサポートギターとしても活動していた。
西本りみ（ベース担当、牛込りみ 役）
イメージカラーはピンク。使用楽器は赤いベース（メーカー名未公表）およびESP VP-B、ESP VIPER BASS。弾き語りを披露する等、以前からギターやベースの経験がある。
大橋彩香（ドラム担当、山吹沙綾 役）
イメージカラーはイエロー。使用楽器はPearl。趣味・特技にドラム演奏を挙げており、以前から自身のソロ・アーティスト活動では楽曲のPVやライブイベントのステージで演奏を披露していた。
伊藤彩沙（キーボード担当、市ヶ谷有咲 役）
イメージカラーは白→紫。使用楽器はローランドJUNO-DSおよびタンバリン。メンバーで唯一の楽器未経験者。

## 来歴
声優ユニットとしての『Poppin'Party』を中心に記述。

### 2015年
- 2月28日、愛美のワンマンライブ「愛美2nd LIVE 〜LOVE GENERATION〜」にて、『月刊ブシロード』連載の漫画『BanG_Dream!［星の鼓動］』がメディアミックス作品としての展開が初めて公開される。併せて、愛美がギター・ボーカルを担当するバンドの結成および1stライブ開催、公式ホームページ開催も告知された[12]。
- 4月18日、1stライブ『BanG_Dream! 1st Live 「春、バンド始めました!」』を開催[13]。西本りみ（ベース担当、牛込りみ 役）、伊藤彩沙（キーボード担当、市ヶ谷有咲 役）の追加メンバー入りが発表された。オリジナル曲「Yes! BanG_Dream!」収録CDが配布されている[13]。
- 5月8日、『月刊ブシロード』2015年6月号で、バンド名「Poppin'Party」が発表された[14][15]。
- 6月14日、2ndライブ『BanG_Dream! 2nd Live「楽器×女子=正義!」』を開催。大塚紗英（リードギター担当、花園たえ 役）の追加メンバー入りが発表された[2]。
- 8月15日、3rdライブ『BanG_Dream! 3rd LIVE「夏だ！ バンおドリ！」』を開催[16]。
- 8月21日、イベント「しろくろフェス」に出演。イベント内で4thライブでのドラムメンバーの発表を予告、ラジオ番組の開始を告知した[17]。
- 9月18日、ラジオ「BanG_Dream! RADIO!!!!!」が放送開始[18]。
- 10月11日、4thライブ『BanG_Dream! 4th Live「ようこそ！ ぽっぴん☆PARTY!!!!!」』を開催。大橋彩香（ドラム担当、山吹沙綾 役）の追加メンバー入りが発表された[19]。生産限定盤CD『Yes! BanG_Dream!』を発売[注 6][19]。
- 12月13日、「ミルキィホームズ Presents ブシロードライブ 2015」に出演[注 7]。イベント内で、新たなコミカライズ作品および4コマ漫画の連載開始、ラジオ番組のリニューアル、品川プリンスホテルでの単独ライブ「BanG_Dream! First☆LIVE Sprin' PARTY 2016!」の開催、2016年2月24日発売の1stシングルが告知された[20]。

### 2016年
- 2月24日、デビューシングル「Yes! BanG_Dream!」発売。
- 4月24日、単独1stライブ[注 8]『BanG Dream! First☆LIVE Sprin' PARTY 2016!』を開催[21]。
- 8月3日、2ndシングル「STAR BEAT!〜ホシノコドウ〜」発売。
- 8月27日、「Animelo Summer Liveは 2016 刻-TOKI-」に出演[注 9]。終演後にはBanG Dream!公式Twitterのフォロワー数が2万人を突破するなど、反響が寄せられた[22][23]。
- 10月3日、ラジオの番組名を「バンドリ！ポッピンラジオ！」に改称する[24]。
- 11月13日、単独2ndライブ『BanG Dream! Second☆LIVE Starrin' PARTY 2016!』を開催。
- 12月7日、3rdシングル「走り始めたばかりのキミに/ティアドロップス」発売。オリコンチャートで最高10位にチャートインし、自身初となるTOP10入りを果たした[25]。

### 2017年
- 2月1日、4thシングル「ときめきエクスペリエンス！」発売。
- 2月2日、テレビ番組『月刊ブシロードTV with BanG Dream!』が放送開始[注 10]。
- 2月5日、単独3rdライブ『BanG Dream! 3rd☆LIVE Sparklin' PARTY 2017!』を開催。
- 2月15日、5thシングル「キラキラだとか夢だとか 〜Sing Girls〜」発売。
- 4月30日、ミルキィホームズ&ブシロード10周年&スクフェス4周年記念ライブ in 横浜アリーナ 第1部に出演[注 11]。
- 5月10日、6thシングル「前へススメ!/夢みるSunflower」発売。
- 8月21日、単独4thライブ『BanG Dream! 4th☆LIVE Miracle PARTY 2017! at 日本武道館』を開催[26]。デビューから1年半の開催で、日本のガールズバンドとしては史上最速の武道館ライブとなる[27]。
- 9月20日、7thシングル「Time Lapse」発売。
- 11月4日、自身初のファンミーティング、『Poppin’Party Fan Meeting 2017!』を開催。
- 12月13日、8thシングル「クリスマスのうた」発売[28]。

### 2018年
- 3月21日、9thシングル「CiRCLING」発売。
- 5月9日、Amazon Music Unlimited『Side by Side Poppin'Party』が配信開始。愛美（戸山香澄 役）がバンドの楽曲紹介を行う。
- 5月12日、単独5thライブ『BanG Dream! 5th☆LIVE Day1:Poppin'Party HAPPY PARTY 2018!』を開催。
- 7月11日、10thシングル「二重の虹/最高!」発売。
- 8月24日、「Animelo Summer Live 2018 "OK!"」に出演。
- 10月3日、11thシングル「ガールズコード」発売。
- 12月8日、単独6thライブ『BanG Dream! 6th☆LIVE Day2:Poppin'Party Let's Go Poppin'Party! 』を開催。
- 12月12日、12thシングル「キズナミュージック♪」発売。

### 2019年
- 1月30日、1stアルバム「Poppin’on!」発売。
- 2月20日、13thシングル「Jumpin'」発売。
- 2月23日、単独7thライブ『BanG Dream! 7th☆LIVE Day3「Jumpin' Music♪」』を開催。Poppin'Partyにとっては1年半ぶり2度目の武道館ライブとなる。
- 5月15日、14thシングル「Dreamers Go!/Returns」発売。
- 5月18日・19日、Poppin’Party×SILENT SIREN対バンライブ『NO GIRL NO CRY』をメットライフドームにて開催。Poppin'Partyにとって初のドームライブ、対バン形式のライブとなる[29]。
- 8月11日、日本最大級の野外ロック・フェスティバル『rockin'on presents ROCK IN JAPAN FESTIVAL 2019』に出演[30]。Poppin'Party初のロック・フェスティバルへの出演となる。
- 9月1日、「Animelo Summer Live 2019 "STORY"」に出演。「ティアドロップス」ではアニサマバンドとのコラボで披露した[31]。
- 9月5日-10月3日、バンド史上初めてとなるツアー型イベント『Poppin'Party Fan Meeting Tour 2019!』を開催する。9月5日にZepp Nagoya[32]、9月13日にZepp Osaka Bayside、9月14日にZepp Fukuoka、9月26日にZepp Sapporo、10月3日にZepp DiverCity TOKYO の全5公演。
- 9月29日、泉谷しげるが発起人となり開催される野外ロック・フェスティバル『阿蘇ロック・フェスティバル2019 in 北九州』に、愛美・大塚紗英・西本りみの3人が「Poppin'Party strings」というチーム名で出演した[7]。
- 10月31日、YouTube LIVEにて「バンドリ！TV LIVE『ポピパファンミお疲れ様スペシャル』」が配信。「Poppin'Party Fan Meeting Tour 2019!」の振り返りをメインにトークやハロウィン企画が行われた。
- 12月30日、日本最大の年越しロック・フェスティバル『COUNTDOWN JAPAN』に出演。
- 12月31日、毎年大みそかから元日未明にかけて、AbemaTVほかにて生配信されるチーム対抗形式の大型音楽番組『ももいろ歌合戦』に録画映像という形で出演した[33]。

### 2020年
- 1月8日、15thシングル「イニシャル/夢を撃ち抜く瞬間に!」発売。尚、このシングルは<キラキラVer.>と<ドキドキVer.>で3曲目の収録曲が違う。オリコンチャートで初登場1位を獲得、Poppin'Partyとしてシングル・アルバム通じて及びプロジェクトとしてシングルでは初の週間1位となった[34]。
- 8月23日、富士急ハイランド・コニファーフォレストにて開催される「BanG Dream! 8th☆LIVE 夏の野外3DAYS」にてDAY3に出演。
- 9月2日、愛美がゲストボーカルとして参加した楽曲が収録されるSILENT SIRENの10周年アルバム「mix10th」が発売。
- 10月8・9日、「BanG Dream! 8th☆LIVE」第2弾としてPoppin'Party単独ライブが開催された[35]。
- 12月30日、日本最大の年越しロック・フェスティバル『COUNTDOWN JAPAN』のDAY3に出演予定だったが、開催中止となる[36]。

### 2021年
- 1月6日、16thシングル「Photograph」発売。
- 5月1日、Poppin’Party×SILENT SIREN対バンライブ「NO GIRL NO CRY -Round 2-」をオンラインで開催。事前に収録した映像を配信する形のでの開催で、収録も「シューティングライブ」として観覧チケットが販売された[37]。
- 5月5日、野外音楽フェス「JAPAN JAM 2021」に出演[38]。
- 8月18日、ミニアルバム「Live Beyond!!」発売。
- 10月17日-11月17日、バンド初のアコースティックライブツアー「香澄とたえの放課後居残りツアー」を開催する。10月17日にZepp Namba、11月7日にZepp Nagoya、11月17日にKT Zepp Yokohama、で開催され、各日昼夜2回、計6公演[39]。
- 11月20日、ライブイベント「ANIMAX MUSIX 2021」に出演。Part1のトリを務める[40]。

### 2022年
- 1月1日、劇場作品『劇場版 BanG Dream! ぽっぴん'どりーむ！』公開。
- 1月5日、17thシングル「ぽっぴん'どりーむ！」発売。
- 8月31日、18thシングル「夏に閉じこめて」発売。
- 9月24日、約2年ぶりに有明アリーナにてBanG Dream! 10th☆LIVEの第3弾として単独ライブを開催。
- 12月21日、戸山香澄の声を元にしたCeVIO AI歌唱ソフト「夢ノ結唱 BanG Dream! AI Singing Synthesizer POPY」発売。

### 2023年
- 2月4日、有明アリーナにてBanG Dream! 11th☆LIVEにてRAISE A SUILENと対バンライブを開催。
- 5月31日、ミニAlbum「青春 To Be Continued」を発売。
- 8月11日　山野ホールにて単独イベント「ぽぴばん！のおでかけin SUMMER」が開催。
- 11月3日　単独ライブを東京ガーデンシアターにて開催。
- 12月21日、戸山香澄の声を元にしたSynthesizer V AI歌唱ソフト「Synthesizer V AI 夢ノ結唱 POPY」発売。

### 2024年
- 4月29日、横浜アリーナにてMyGO!!!!!と対バンライブを開催。
- 10月14日、河口湖ステラシアターにて単独ライブを開催。自身3回目となる武道館単独ライブの開催を発表。

## タイアップ曲
| 楽曲                                  | タイアップ                                                                               | 時期   |
| ------------------------------------- | ---------------------------------------------------------------------------------------- | ------ |
| Yes! BanG_Dream!                      | テレビ番組『月刊ブシロードTV』オープニングテーマ                                         | 2015年 |
| ときめきエクスペリエンス！            | テレビアニメ『BanG Dream!』オープニングテーマ                                            | 2017年 |
| ときめきエクスペリエンス！            | テレビ番組『月刊ブシロードTV with BanG Dream!』オープニングテーマ                        | 2017年 |
| ときめきエクスペリエンス！            | スマートフォンゲーム『バンドリ！ ガールズバンドパーティ！』CMソング                      | 2017年 |
| ときめきエクスペリエンス！            | 劇場版アニメ「BanG Dream! ぽっぴん’どりーむ！」挿入歌                                    | 2022年 |
| キラキラだとか夢だとか 〜Sing Girls〜 | テレビアニメ『BanG Dream!』エンディングテーマ                                            | 2017年 |
| キラキラだとか夢だとか 〜Sing Girls〜 | テレビ番組『月刊ブシロードTV with BanG Dream!』エンディングテーマ                        | 2017年 |
| キラキラだとか夢だとか 〜Sing Girls〜 | テレビアニメ『BanG Dream! 2nd Season』挿入歌                                             | 2019年 |
| きらきら星 〜はじまりのステージVer.〜 | テレビアニメ『BanG Dream!』挿入歌                                                        | 2017年 |
| 私の心はチョココロネ                  | テレビアニメ『BanG Dream!』挿入歌                                                        | 2017年 |
| STAR BEAT!〜ホシノコドウ〜            | テレビアニメ『BanG Dream!』挿入歌                                                        | 2017年 |
| STAR BEAT!〜ホシノコドウ〜            | テレビアニメ『BanG Dream! 2nd Season』挿入歌                                             | 2019年 |
| STAR BEAT!〜ホシノコドウ〜            | 劇場版アニメ「BanG Dream! FILM LIVE 2nd Stage」挿入歌                                    | 2021年 |
| 前へススメ！                          | テレビアニメ『BanG Dream!』挿入歌                                                        | 2017年 |
| 夢みるSunflower                       | テレビアニメ『BanG Dream!』第13話エンディングテーマ                                      | 2017年 |
| 八月のif                              | OVA『BanG Dream!』挿入歌                                                                 | 2017年 |
| B.O.F                                 | テレビアニメ『フューチャーカード バディファイトX』エンディングテーマ                     | 2017年 |
| ティアドロップス                      | テレビアニメ『BanG Dream!』エンディングテーマ（再放送版）                                | 2018年 |
| Light Delight                         | テレビ番組『バンドリTV!』オープニングテーマ                                              | 2018年 |
| ガールズコード                        | テレビ番組『バンドリTV!』オープニングテーマ                                              | 2018年 |
| 二重の虹［ダブルレインボウ］          | テレビ番組『バンドリTV!』オープニングテーマ                                              | 2018年 |
| 二重の虹［ダブルレインボウ］          | 劇場版アニメ「BanG Dream! FILM LIVE」挿入歌                                              | 2019年 |
| 最高！                                | テレビアニメ『フューチャーカード 神バディファイト』オープニングテーマ                    | 2018年 |
| キズナミュージック♪                   | テレビアニメ『BanG Dream! 2nd Season』オープニングテーマ                                 | 2019年 |
| キズナミュージック♪                   | テレビ番組『バンドリ!TV』オープニングテーマ                                              | 2019年 |
| キズナミュージック♪                   | 劇場版アニメ「BanG Dream! FILM LIVE」挿入歌                                              | 2019年 |
| Jumpin'                               | テレビアニメ『BanG Dream! 2nd Season』エンディングテーマ、挿入歌                         | 2019年 |
| Jumpin'                               | 劇場版アニメ「BanG Dream! FILM LIVE」エンディングテーマ                                  | 2019年 |
| Happy Happy Party!                    | テレビアニメ『BanG Dream! 2nd Season』挿入歌                                             | 2019年 |
| Happy Happy Party!                    | 劇場版アニメ「BanG Dream! FILM LIVE」挿入歌                                              | 2019年 |
| Returns                               | テレビアニメ『BanG Dream! 2nd Season』挿入歌                                             | 2019年 |
| Returns                               | テレビ番組『バンドリTV!』エンディングテーマ                                              | 2019年 |
| Returns                               | 劇場版アニメ「BanG Dream! FILM LIVE」挿入歌                                              | 2019年 |
| Dreamers Go!                          | テレビアニメ『BanG Dream! 2nd Season』挿入歌                                             | 2019年 |
| Dreamers Go!                          | テレビ番組『バンドリTV!』オープニングテーマ                                              | 2019年 |
| Dreamers Go!                          | 劇場版アニメ「BanG Dream! FILM LIVE」挿入歌                                              | 2019年 |
| White Afternoon                       | キリン午後の紅茶×BanG Dream!コラボCM                                                     | 2019年 |
| イニシャル                            | テレビ番組『バンドリTV!』オープニングテーマ                                              | 2019年 |
| イニシャル                            | テレビアニメ『BanG Dream! 3rd Season』オープニングテーマ                                 | 2020年 |
| イニシャル                            | 音楽番組『JAPAN COUNTDOWN』2020年1月度OPテーマ                                           | 2020年 |
| イニシャル                            | 劇場版アニメ「BanG Dream! FILM LIVE 2nd Stage」挿入歌                                    | 2021年 |
| 夢を撃ち抜く瞬間に！                  | テレビ番組『バンドリTV!』エンディングテーマ                                              | 2019年 |
| 夢を撃ち抜く瞬間に！                  | テレビアニメ『BanG Dream! 3rd Season』エンディングテーマ                                 | 2020年 |
| StepxStep                             | テレビアニメ『BanG Dream! 3rd Season』挿入歌                                             | 2020年 |
| ぽっぴん'しゃっふる                   | テレビアニメ『BanG Dream! 3rd Season』挿入歌                                             | 2020年 |
| ミライトレイン                        | テレビアニメ『BanG Dream! 3rd Season』挿入歌                                             | 2020年 |
| ミライトレイン                        | 劇場版アニメ「BanG Dream! FILM LIVE 2nd Stage」挿入歌                                    | 2021年 |
| Photograph                            | テレビ朝日系バラエティ番組『お願い!ランキング』1月期エンディングテーマ                   | 2021年 |
| ここから先は歌にならない              | テレビアニメ『ぼくたちのリメイク』オープニングテーマ                                     | 2021年 |
| Moonlight Walk                        | テレビアニメ『進化の実〜知らないうちに勝ち組人生〜』エンディングテーマ                   | 2021年 |
| CiRCLING                              | 劇場版アニメ「BanG Dream! FILM LIVE 2nd Stage」挿入歌                                    | 2021年 |
| ぽっぴん'どりーむ！                   | 劇場版アニメ「BanG Dream! ぽっぴん’どりーむ！」オープニングテーマ                        | 2022年 |
| 星の約束                              | 劇場版アニメ「BanG Dream! ぽっぴん’どりーむ！」エンディングテーマ                        | 2022年 |
| Breakthrough!                         | 劇場版アニメ「BanG Dream! ぽっぴん’どりーむ！」挿入歌                                    | 2022年 |
| Time Lapse                            | 劇場版アニメ「BanG Dream! ぽっぴん’どりーむ！」挿入歌                                    | 2022年 |
| Drive Your Heart                      | テレビアニメ『カードファイト!! ヴァンガード Divinez デラックス決勝編』エンディングテーマ | 2025年 |

## ライブ・コンサート
Poppin' Partyのツアーライブやイベントの一部では寸劇や朗読劇、およびアコースティック演奏などが取り入れられている。
たとえば、「BanG Dream! 7th☆LIVE」の一環として2019年2月23日に日本武道館で開催された「DAY3:Poppin’Party“Jumpin' Music♪”」では、寸劇形式で各々のキャラクターソングを披露する場面が設けられた。
また、ファンミーティングツアー“Poppin'Party Fan Meeting Tour 2019!”では朗読劇が取り入れられており、ツアーファイナルにあたる東京公演「宇宙へドリーマーズGO!」では、宇宙に散らばったメンバーが協力して地球へ向かい、東京公演の会場に到着するという結末を迎える。
アコースティック演奏のコーナーはのちに『香澄とたえの放課後居残りツアー』という独立したライブツアーとして2021年10月から11月にかけて行われた。

## 参加イベント
- しろくろフェス（パシフィコ横浜、2015年8月21日）[17]
- ライブ ミルキィホームズ 秋の大運動会（幕張イベントホール、2015年9月19日）オープニングアクト[49]
- ミルキィホームズ Presents ブシロードライブ 2015（有明コロシアム、2015年12月13日）[20]
- AnimeJapan 2016（ブシロードブース内特設ステージ、2016年3月26日・3月27日）※トークイベント
- @JAM 2016 Day2（Zepp DiverCity Tokyo、2016年5月22日[注 13]
- C3 CharaExpo 2016（Singapore Expo、2016年7月10日）[注 14]
- ナゴヤアニソンフェス2016 in 名古屋城』（名古屋城、2016年8月6日）[注 15]
- Animelo Summer Live 2016 刻-TOKI-（さいたまスーパーアリーナ、2016年8月27日）
- ミルキィホームズ&ブシロード10周年ライブ in横浜アリーナ（横浜アリーナ、2017年4月30日[50]）
- ANIMAX MUSIX 2018 OSAKA（大阪城ホール、2018年3月3日[51]）
- BanG Dream!×ミルキィホームズ×けものフレンズ ハウステンボス スペシャルライブ　2018（ハウステンボス、2018年2月11日）
- V-STATION THE LIVE! Passion!! 2018（神戸ワールド記念ホール、2018年7月7日）
- BILIBILI MACRO LINK -STAR PHASE × Anisong World Matsuri 2018（中国・上海、メルセデス・ベンツアリーナ、2018年7月21日）
- Japan Park Singapore 2018（シンガポール、Suntec Singapore Convention & Exhibition Centre、2018年8月4日）
- コカ・コーラ SUMMER STATION 音楽LIVE（六本木ヒルズアリーナ、2018年8月8日）
- Animelo Summer Live 2018 "OK!"（さいたまスーパーアリーナ、2018年8月24日[52]）
- バンドリーマー感謝キャラバン（日本全国、2018年9月2日 - 2018年11月25日）
- CharaExpo USA 2018（アメリカカルフォルニア州アナハイムコンベンションセンター、2018年11月10日、11日[53]）
- ANIMAX MUSIX 2019 OSAKA supported by ひかりTV（大阪城ホール、2019年1月19日）
- バンドリ！ラジオ祭り！（パシフィコ横浜 国立大ホール、2019年2月8日）
- ガルパーティ！&スタリラ祭 2019 in池袋（池袋サンシャインシティ、2019年6月8日、6月9日）
- rockin'on presents ROCK IN JAPAN FESTIVAL 2019（国営ひたち海浜公園、2019年8月11日）
- Animelo Summer Live 2019 -STORY-（さいたまスーパーアリーナ、2019年9月1日）
- 阿蘇ロック・フェスティバル2019 in 北九州（ミクニワールドスタジアム北九州、2019年9月29日）
- Chara Expo USA 2019（アメリカカルフォルニア州アナハイムコンベンションセンター、2019年12月7日、8日）
- COUNTDOWN JAPAN（幕張メッセ国際展示場、2019年12月30日）
- BanG Dream! Special☆LIVE Girls Band Party! 2020（メットライフドーム、2020年5月3日）※開催延期
- オダイバ!!超次元音楽祭 - ヨコハマからハッピーバレンタインフェス2021編（ぴあアリーナMM、2021年2月13日）
- rockin'on presents JAPAN JAM 2021 (千葉市蘇我スポーツ公園、2021年5月3日)
- ANIMAX MUSIX 2021（横浜アリーナ、2021年11月20日）
- ブシロード15周年記念ライブ in ベルーナドーム（ベルーナドーム、2022年11月13日）[54]
- ANIMAX MUSIX 2024 FALL（横浜アリーナ、2024年11月23日）

## ラジオ
「BanG_Dream! RADIO!!!!!」のタイトルで、2015年9月18日 から2016年9月26日まで、響 - HiBiKi Radio Station-で隔週金曜日に配信された。
2016年10月3日よりタイトルを「バンドリ！ポッピンラジオ！」に改称し、響 - HiBiKi Radio Station-で毎週月曜日に配信中。
メインパーソナリティーは、愛美（戸山香澄 役）、伊藤彩沙（市ヶ谷有咲 役）。サブパーソナリティーは西本りみ（牛込りみ 役）、大塚紗英（花園たえ 役）、大橋彩香（山吹沙綾 役）。
2018年、第4回『アニラジアワード』最優秀女性ラジオ賞の一般部門にノミネートされた。
ニッポン放送にて2019年9月30日より『バンドリ!ポッピンラジオ!』『RoseliaのRADIO SHOUT!』『RAISE A SUILENのRADIO R･I･O･T』の3番組 が3ヶ月ごとにローテーション放送を実施。『ポッピンラジオ!』はこのトップバッターとして、9月30日から12月30日まで毎週月曜20:20 - 20:50の時間帯に放送された。アシスタントはニッポン放送アナウンサーの吉田尚記 。また、富山県の北日本放送にも同時ネットされていた。
| ニッポン放送（NRN） ナイターオフ 月曜 20:20 - 20:50                                            | ニッポン放送（NRN） ナイターオフ 月曜 20:20 - 20:50 | ニッポン放送（NRN） ナイターオフ 月曜 20:20 - 20:50 |
| 前番組                                                                                         | 番組名                                              | 次番組                                              |
| ---------------------------------------------------------------------------------------------- | --------------------------------------------------- | --------------------------------------------------- |
| ココリコのオールナイトニッポンPremium （18:00 - 20:30）上原隆 はたらくラジオ （20:30 - 20:50） | ポッピンラジオ!                                     | RoseliaのRADIO SHOUT                                |

## テレビ番組
- 開局20周年記念特別番組「9レイジーだぜ。チャレンジフェスティバル」（TOKYO MX、2015年11月1日）生歌披露（伊藤彩沙（市ヶ谷有咲 役）、大橋彩香（山吹沙綾 役）を除く3人が出演）
- 月刊ブシロードTV with BanG Dream!（TOKYO MX、2017年2月2日 - 6月29日）MC（Poppin'Party）
- 月刊ブシロードTV with トリモン & BanG Dream!（TOKYO MX、2018年9月2日 - 2019年3月31日）MC（西本りみ（牛込りみ 役）、尾崎由香（戸山明日香 役））
- アニソン!プレミアム!（NHK BSプレミアム、2019年4月7日）コメント出演
- イマウタ（BS日テレ、2019年7月19日）ゲスト出演・生演奏披露
- Love music（フジテレビ、2019年9月2日）PoppinʼParty×SILENT SIRENとしてライブ出演
- ももいろ歌合戦（AbemaTVほか、2019年12月31日 - 2020年1月1日）Poppin’Partyは録画映像のみの出演となる
- JAPAN COUNTDOWN（テレビ東京系列、2020年1月）2020年1月度OPテーマにPoppin'Party「イニシャル」が採用。「BanG Dream!3rd season」のOP映像が使用されている[58]。
- オダイバ!!超次元音楽祭 - 2020無観客でも心はひとつ!!編（フジテレビジョン、2020年10月7日）[59]
- Animelo Summer Live 2025 “ThanXX!”（さいたまスーパーアリーナ（埼玉県）、2025年8月31日（予定））

### その他の出演
- テレビCM バンドリ！ガールズバンドパーティ！（2017年）[60]